# Angiogenèse tumorale

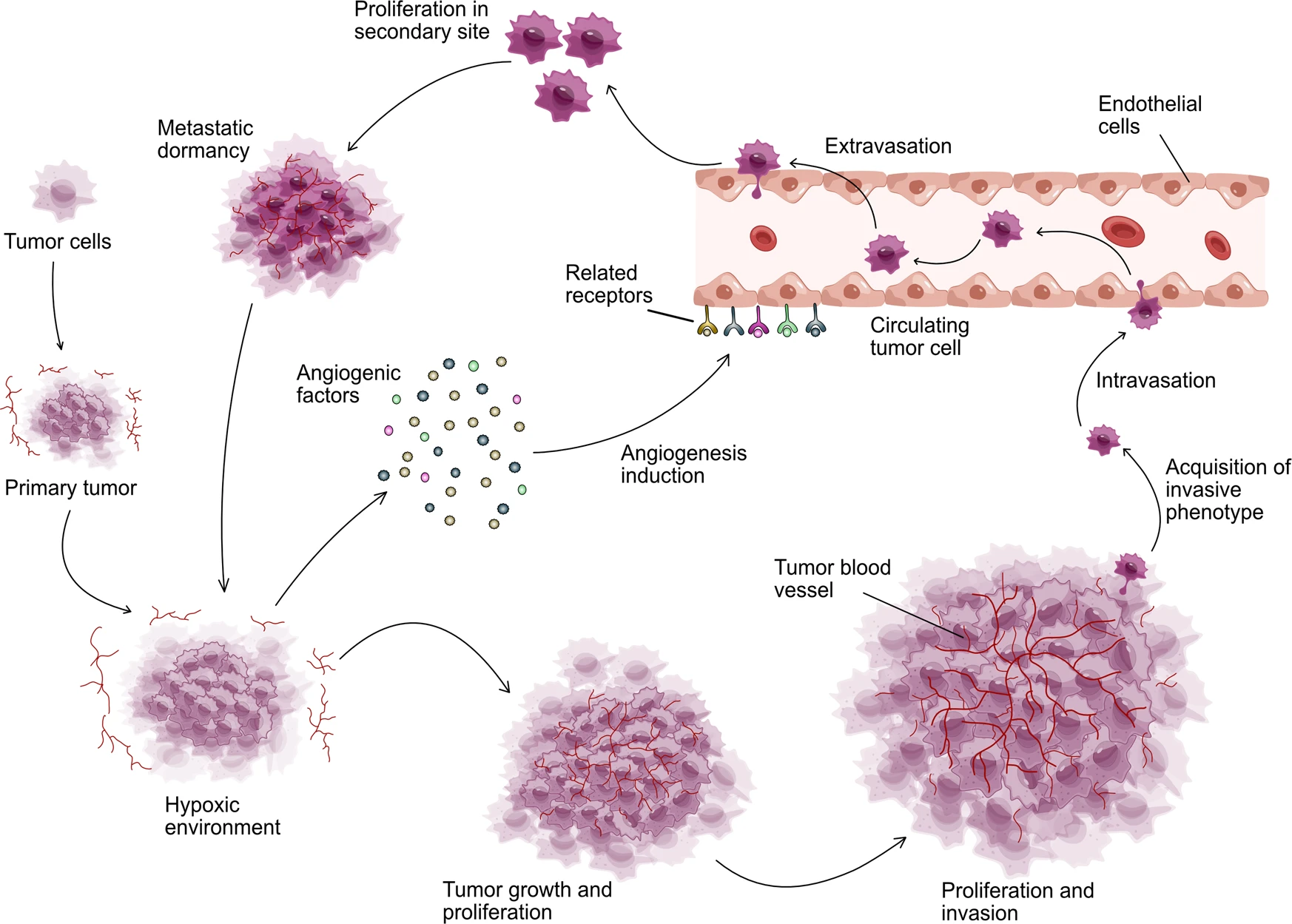
La progression du cancer par angiogenèse. L’expansion rapide de la tumeur entraîne une réduction de l’apport d’oxygène. Le microenvironnement tumoral hypoxique qui en résulte stimule une angiogenèse excessive en augmentant divers facteurs pro-angiogéniques.. Plus tard, de nouveaux vaisseaux sanguins facilitent le transport de l’oxygène et des nutriments pour soutenir davantage la survie, la croissance et la prolifération des cellules tumorales. Lorsque les cellules tumorales développent sont plus agressif, elles continuent à proliférer, à se propager et à induire une angiogenèse, avec invasion et métastases de cellules tumorales dans des tissus distants par la circulation sanguine.

L'angiogenèse tumorale permet de fournir l’oxygène et les nutriments aux cellules cancéreuses pour survivre et proliférer. Les cellules cancéreuses doivent donc résider à proximité des vaisseaux sanguins pour accéder à la circulation sanguine.
L’observation précoce selon laquelle les tumeurs à croissance rapide étaient fortement vascularisées, alors que les tumeurs dormantes ne l’étaient pas, a conduit, en 1971, le chercheur Judah Folkman à proposer que l’initiation de l’angiogenèse tumorale était nécessaire à la progression tumorale. De plus, Folkman a isolé un facteur dérivé de la tumeur qui induisait l'angiogenèse et a émis l'hypothèse que l'inhibition des voies de signalisation angiogéniques pourrait bloquer la formation de nouveaux vaisseaux et entraîner la dormance de la tumeur. Ce concept passionnant a suscité un intérêt considérable de la part de la communauté des chercheurs et a stimulé des efforts considérables consacrés à l'isolement des facteurs proangiogéniques dérivés des tumeurs et à la définition de leurs voies de signalisation.
En 2003, un essai clinique démontrant la survie prolongée de patients atteints d'un cancer colorectal métastatique lorsque la chimiothérapie était administrée en association avec des anticorps neutralisants humanisés ciblant le facteur de croissance de l’endothélium vasculaire a abouti à l'approbation de la FDA et a fourni la preuve de concept que la thérapie angiogénique peut être utilisée avec succès pour traiter le cancer. Par la suite, plusieurs anticorps et inhibiteurs de tyrosine-kinase conçus pour cibler la signalisation proangiogénique ont été approuvés comme thérapies contre le cancer. Le succès du traitement antiangiogénique a été jusqu'à présent assez limité, ne procurant qu'un soulagement à court terme de la croissance tumorale avant l'apparition d'une résistance et entraînant généralement des bénéfices modestes en matière de survie. L'efficacité limitée a plusieurs explications, notamment le fait que les tumeurs utilisent des modes alternatifs d'angiogenèse et le développement de mécanismes de résistance. De plus, de nombreuses tumeurs peuvent accéder à l’approvisionnement en sang grâce à la cooptation vasculaire, contournant ainsi le besoin d’angiogenèse tumorale.

## Initiation de la vascularisation tumorale: le déclencheur angiogénique

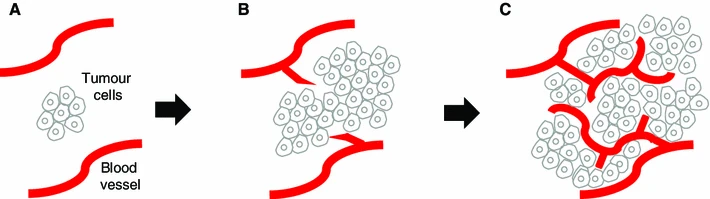
Déclenchement angiogènique. a) Lorsqu'une masse tumorale est petite, elle peut obtenir de l'oxygène et des nutriments à partir des vaisseaux sanguins locaux existants. b) À mesure que la tumeur se développe au-delà de la capacité des vaisseaux sanguins locaux, des facteurs pro-angiogéniques solubles sont libérés, ce qui favorise la germination de nouveaux vaisseaux à partir des vaisseaux sanguins locaux existants (angiogenèse germinative). Ces vaisseaux fournissent un apport sanguin à la tumeur, ce qui est nécessaire pour que la tumeur puisse croître au-delà de 2 à 3 mm.

De petites tumeurs dormantes dépourvues de formation active de vaisseaux sanguins peuvent fréquemment être observées dans les tissus humains et dans des modèles murins génétiquement modifiés de carcinome aux premiers stades de la progression du cancer. La progression tumorale s'accompagne souvent d'une croissance interne des vaisseaux sanguins, ce qui correspond à la nécessité pour les cellules malignes d'avoir accès au système circulatoire pour se développer. Les tumeurs peuvent être vascularisées soit par cooptation du système vasculaire préexistant, soit en induisant la formation de nouveaux vaisseaux sanguins par le biais d'une variété de mécanismes moléculaires et cellulaires. L'homéostasie vasculaire est régulée par un grand nombre de facteurs pro- et antiangiogéniques. Lorsque ceux-ci sont en équilibre, le système vasculaire est au repos et les cellules endothéliales ne prolifèrent pas. L'initiation de la formation de vaisseaux sanguins est induite lorsque la signalisation proangiogénique est dominante, un processus qui, dans les tumeurs, a été appelé « commutateur angiogénique » (angiogenic switch). Le commutateur angiogénique libère les tumeurs de leur dormance et déclenche une croissance rapide des cellules malignes en association avec la formation de nouveaux vaisseaux sanguins. Le développement de souris génétiquement modifiées modélisant la progression tumorale à plusieurs stades a joué un rôle déterminant dans l’étude du changement angiogénique. Dans ce modèle, les tumeurs se développent séquentiellement chez les souris porteuses du transgène, commençant par des amas non angiogéniques de cellules dysplasiques, dont une proportion se développe ensuite en petits îlots tumoraux angiogéniques pouvant évoluer vers de grosses tumeurs vascularisées métastasant dans le poumon. En combinant ce modèle et d'autres modèles de tumeurs murines avec des modèles avancés d'angiogenèse in vitro et in vivo, un large éventail de facteurs et de mécanismes cellulaires ont été décrits pouvant initier la formation de vaisseaux dans les tumeurs. Le commutateur angiogénique peut être déclenché soit par des altérations génétiques supplémentaires des cellules tumorales, conduisant à une prolifération accrue et à une hypoxie ou à l'expression de facteurs pro-angiogéniques, soit par une inflammation associée à la tumeur et un recrutement de cellules immunitaires.

## Mécanismes de formation des vaisseaux sanguins dans les tumeurs

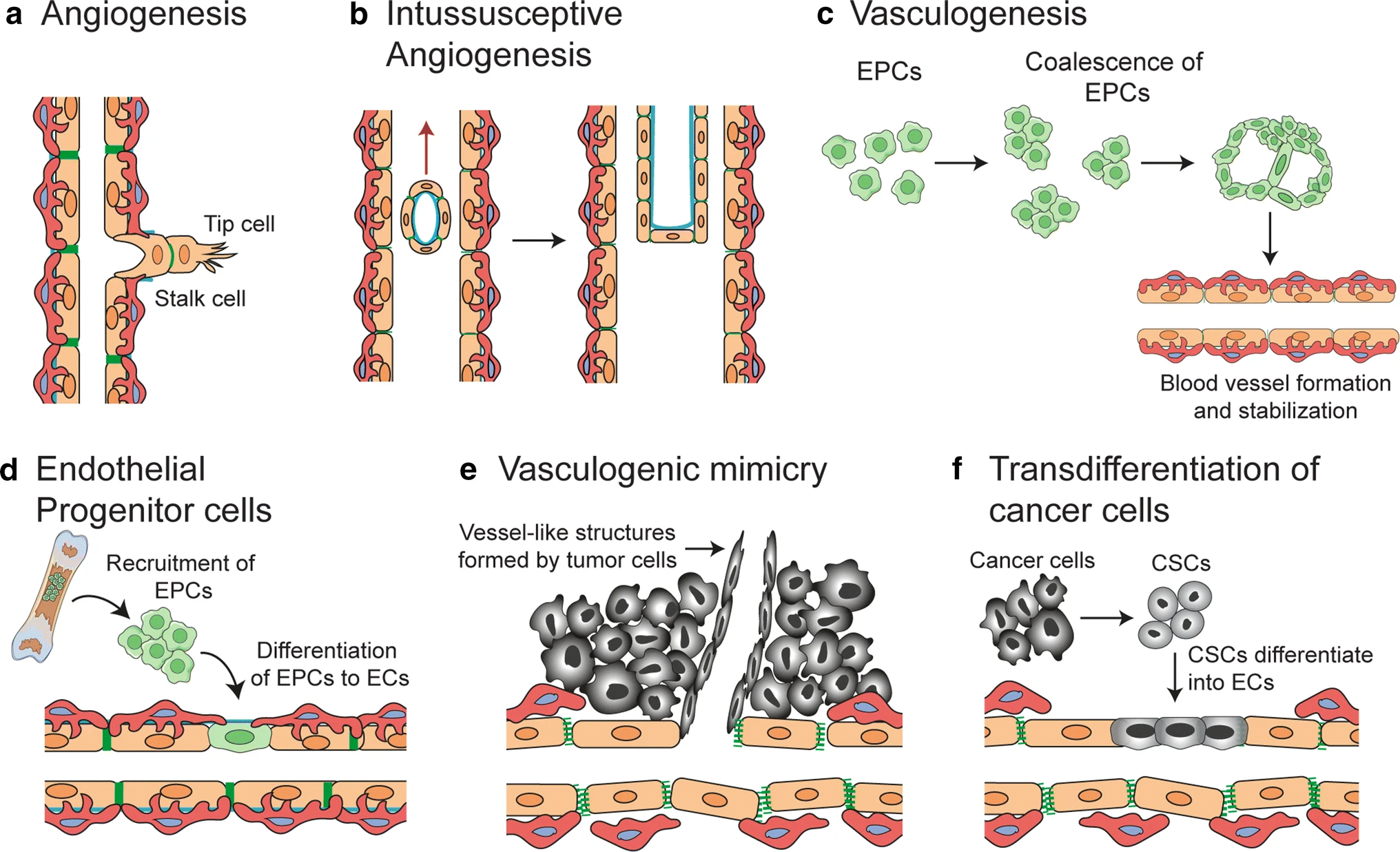
Mécanismes de formation des vaisseaux sanguins. La néo-vascularisation dans les tissus normaux et les tumeurs se produit par un ou plusieurs des mécanismes suivants : a Angiogenèse germinative : processus impliquant la formation et la croissance de germes (cellules de l'extrémitè), qui finissent par fusionner avec un vaisseau existant ou un germe nouvellement formé. b Angiogenèse intussusceptive : formation d'un nouveau système vasculaire où un vaisseau préexistant se divise en deux. c Vasculogenèse : néo-vascularisation prénatale à partir de cellules progénitrices endothéliales. Les cellules progénitrices endothéliales prolifèrent et forment des lumières, pour finalement s'assembler en de nouveaux vaisseaux sanguins. d Recrutement de cellules progénitrices endothéliales : formation de vaisseaux dans les tumeurs par recrutement de cellules progénitrices endothéliales circulantes. e Mimétisme vasculaire : un réseau conducteur de fluide intégré à une matrice formé par des cellules tumorales. f Trans-différenciation des cellules souches cancéreuses : néo-vascularisation des tumeurs par différenciation des cellules souches cancéreuses en cellules endothéliales

Le système de circulation sanguine joue un rôle essentiel dans l’apport de nutriments et de produits chimiques aux tissus, l’élimination des déchets et le maintien de l’homéostasie. Le système vasculaire, composé de l'aorte, des artères, des capillaires et des veines, transporte le sang dans tout le corps. Les artères transportent le sang du cœur, transportant le sang oxygéné vers les tissus. Les réseaux capillaires ont des parois étroites qui facilitent les échanges gazeux entre le sang et les tissus. L'oxygène est libéré dans les tissus et le dioxyde de carbone est absorbé par le sang et ramené au cœur par les veines. La transmigration des cellules immunitaires dans les tissus est facilitée par les veinules post-capillaires. La paroi capillaire est constituée d'une couche de cellules endothéliales entourée d'une membrane basale et soutenue par des péricytes. L'angiogenèse est généralement initiée à partir des capillaires et joue un rôle important dans la croissance, le maintien et les métastases de la tumeur.

### Bourgeonnement angiogénique
De nouveaux capillaires peuvent germer à partir des vaisseaux grâce à un processus en plusieurs étapes appelé angiogenèse par germination ou bourgeonnement. La formation de bourgeon implique (a) la sélection des cellules : une cellule du vaisseau devient la cellule principale migratrice ou cellule de l’extrémité et empêche les cellules voisines d'adopter un destin de cellule de l’extrémité par un processus d'inhibition latérale. (b) extension du bourgeon : la cellule de l'extrémité migre le long du chemin chimiotactique, suivie par les cellules de la tige et (c) formation de la lumière vasculaire : connexion de l'espace luminal de la pousse avec le vaisseau parent. La pousse en développement se connecte ensuite à d’autres vaisseaux via un processus appelé anastomose.
Les cellules endothéliales sont normalement au repos, mais peuvent être induites à germer et à initier l'angiogenèse par des facteurs pro-angiogéniques, notamment le facteur de croissance de l’endothélium vasculaire. La sélection des cellules de pointe et de tige est régulée par des interactions entre les voies de signalisation VEGF et les voies de signalisation Dll4/Notch. En réponse au facteur de croissance de l’endothélium vasculaire, les cellules de pointe produisent un ligand de type delta-like-4, le facteur de croissance dérivé des plaquettes B, le récepteur 2 du VEGF et le récepteur 2 du VEGF/Flt-4,,. Le facteur de croissance de l’endothélium vasculaire bloque la signalisation Notch et améliore la germination, la ramification, la capacité migratoire et la formation de pseudopodes dans les cellules de pointe. DLL4 sécrétée par les cellules de l’extrémité active la signalisation Notch dans les cellules endothéliales voisines, inhibant la formation de cellules de pointe en inhibant l'expression des facteurs de croissance de l’endothélium vasculaire,,,. Les cellules de l’extrémité émettent de nombreux pseudopodes, deviennent mobiles et invasives, sécrétant des protéines dégradant la matrice extra-cellulaire qui guident la formation de nouveaux vaisseaux sanguins par le gradient du facteur de croissance de l’endothélium vasculaire.
Les neuropilines, qui sont des récepteurs non tyrosine kinase, favorisent la fonction des cellules de l’extrémité en améliorant la signalisation du facteur de croissance de l’endothélium vasculaire,. Les cellules de la tige suivent les cellules de l'extrémité et se ramifient à partir du vaisseau parent, établissant la lumière vasculaire et les jonctions avec la pousse en formation. Elles sont plus prolifératives et contiennent moins de pseudopodes que les cellules de la pointe, un processus affiné par la protéine répétée de l'ankyrine régulée par la voie de signalisation Notch.

### Intussusception angiogénique
L'intussusception dans l’angiogenèse tumorale est moins étudiée: les piliers tissulaires transluminaux se développent dans les vaisseaux existants et fusionnent ensuite pour remodeler le plexus vasculaire, a été décrit pour la première fois dans le remodelage des capillaires pulmonaires. Les mécanismes moléculaires impliqués dans l'angiogenèse intussusceptive ne sont pas complètement compris, mais le processus peut être induit par des facteurs de croissance, notamment le facteur de croissance de l’endothélium vasculaire, le platelet-derived growth factor et l'érythropoïétine. Une angiogenèse intussusceptive a été observée dans divers types de tumeurs, notamment le mélanome, le cancer colorectal, le gliomeet les tumeurs mammaires.

### Vasculogenèse et recrutement de cellules progénitrices endothéliales
La formation de novo de vaisseaux sanguins dans l'embryon est induite par la différenciation et l'association de cellules progénitrices endothéliales dans un processus appelé vasculogenèse.
La vasculogenèse dans les tumeurs est médiée par le recrutement de cellules progénitrices endothéliales ou de cellules hématopoïétiques dérivées de la moelle osseuse, entraînant la formation de nouveaux vaisseaux pour soutenir la croissance tumorale,. Les cellules progénitrices endothéliales sont pour la plupart des cellules souches adultes unipotentes qui ont la capacité de s'auto-renouveler, de proliférer, de participer à la néovascularisation et de réparer le tissu endothélial,. Elles ont été identifiées pour la première fois en 1997. Dans les tumeurs, la vasculogenèse est initiée par une communication entre les cellules tumorales et les cellules progénitrices endothéliales dans la moelle osseuse. Le facteur de croissance de l’endothélium vasculaire dans le microenvironnement tumoral mobilise les cellules progénitrices endothéliales de la moelle osseuse,,. Les tumeurs sécrètent également d’autres facteurs bien connus pour mobiliser les cellules progénitrices endothéliales vers la tumeur et favoriser la néovascularisation, notamment les chimiokines C – C (CCL2 et CCL5, la chimiokine CXCL12 (également connue sous le nom de SDF-1) sensible à l’hypoxie et l’adiponectine,,.

### Mimétisme vasculaire
Les cellules tumorales à croissance agressive peuvent former des structures semblables à des vaisseaux grâce à un processus appelé mimétisme vasculaire. Ces structures, qui se forment sans la contribution des cellules endothéliales, représentent un canal alternatif permettant aux cellules tumorales de s'approvisionner en sang et en nutriments en quantité suffisante. Le mimétisme vasculaire a été observé dans de nombreux types de tumeurs, notamment le mélanome, le gliome, le cancer de la tête et du cou, le cancer du poumon, le cancer colorectal et le cancer de la prostate.Les cellules tumorales de type endothélial peuvent sécréter des collagènes IV et VI, des protéoglycanes, du sulfate d'héparane, de la laminine et de l'antigène 2 de la transglutaminase tissulaire, contribuant ainsi à la formation et à la stabilisation de la structure tubulaire.
Le mimétisme vasculaire peut contribuer à la progression tumorale de plusieurs manières. Dans le mélanome, les espèces réactives de l'oxygène mitochondriales induisent l'activation du proto-oncogène Met dans des conditions hypoxiques, favorisant le mimétisme vasculaire. Cela entraîne une motilité, une invasion et des métastases des cellules tumorales. Dans les gliomes, une augmentation du mimétisme vasculaire a été rapportée à la suite d'un traitement anti-angiogénique. Cela peut servir de processus de néovascularisation alternatif adopté par la tumeur pour faire face au traitement et contrecarrer l'environnement hypoxique. Le mimétisme vasculaire est un marqueur de mauvais pronostic dans plusieurs types de cancer. Cependant, il existe un manque de techniques permettant de distinguer clairement le mimétisme vasculaire de la muqueuse cellulaire endothéliale normale, ce qui entrave les recherches sur l'importance relative de ce processus.

### Transdifférenciation des cellules souches cancéreuses
La trans-différenciation des cellules souches cancéreuses en cellules endothéliales et en péricyte (cellule vasculaire de type musculaire), donnant lieu à une néovascularisation, a été rapportée dans plusieurs types de tumeurs,,,,. Dans certaines études, il a été observé que les cellules endothéliales tumorales hébergeaient des mutations somatiques similaires à celles des cellules malignes de la tumeur, indiquant une origine néoplasique,.
La trans-différenciation des cellules de gliome en cellules endothéliales in vitro a été démontrée,. In vivo de cellules souches de gliome humain développaient des vaisseaux tumoraux avec des cellules endothéliales exprimant les protéines endothéliales humaines CD34, CD144 et des récepteurs de facteur de croissance de l’endothélium vasculaire.

## Caractéristiques fonctionnelles des vaisseaux sanguins tumoraux et mécanismes moléculaires

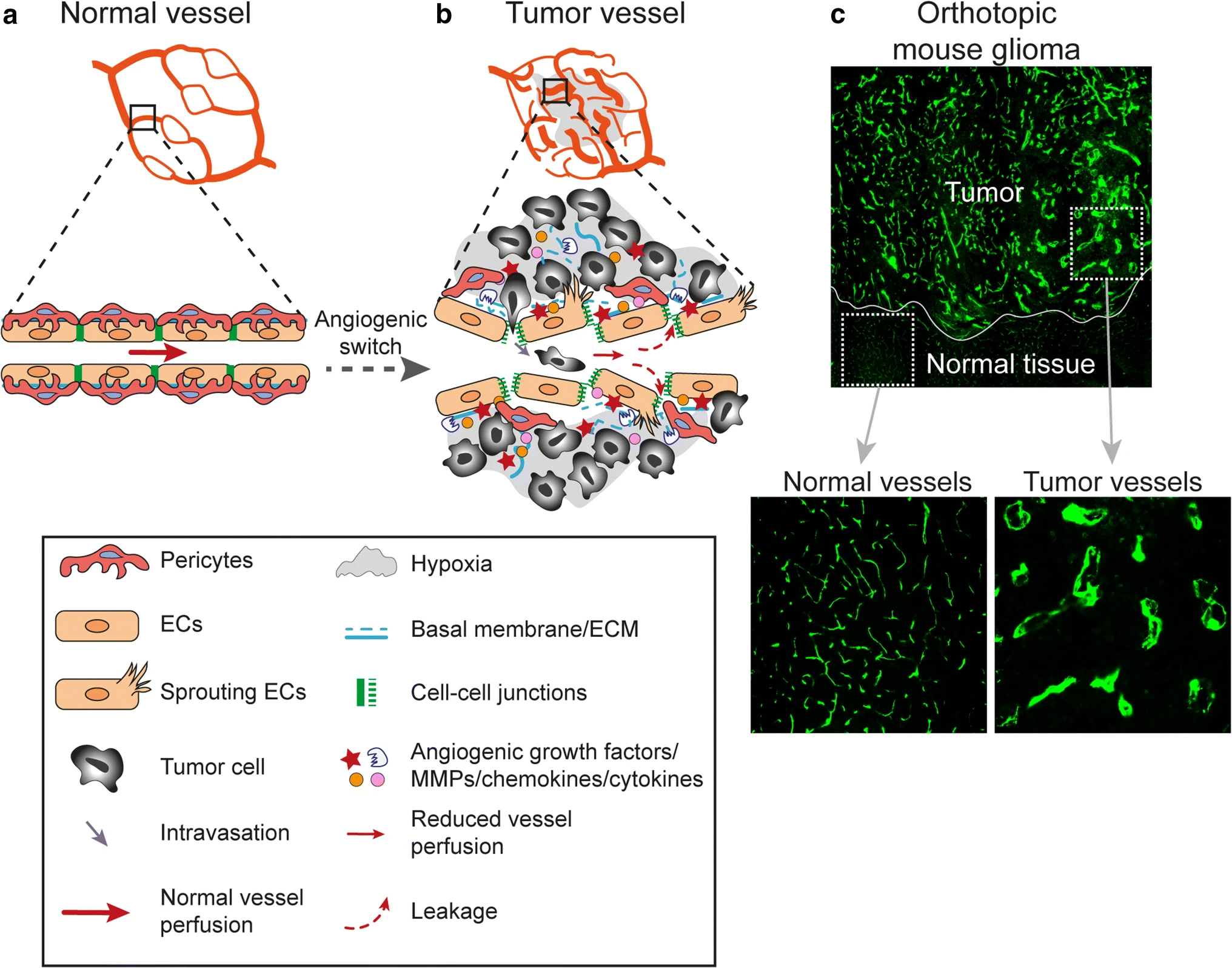
Caractéristiques morphologiques et fonctionnelles des vaisseaux tumoraux par rapport aux vaisseaux normaux. a Les vaisseaux normaux présentent un schéma de ramification organisé et hiérarchique d'artères, de veines et de capillaires. Dans les vaisseaux sains, les cellules endothéliales sont soutenues par une membrane basale et une couverture de péricytes et sont étroitement reliées par des jonctions cellule-cellule stables. b Les vaisseaux tumoraux sont morphologiquement et fonctionnellement différents des vaisseaux normaux. Les vaisseaux tumoraux présentent un réseau non organisé dépourvu de division vasculaire hiérarchique. Les vaisseaux tumoraux sont caractérisés par une réduction du flux sanguin, une germination des cellules endothéliales, une perturbation des jonctions des cellules endothéliales, une perte de couverture des péricytes et une fuite accrue des vaisseaux, entraînant une hypoxie tissulaire accrue et une intravasation des cellules tumorales. La membrane basale des cellules endothéliales tumorales est anormale, notamment des associations lâches avec les cellules endothéliales et une épaisseur variable. c Vaisseaux tumoraux montrée par coloration immunofluorescente dans un modèle murin de gliome se développant dans le cerveau

Alors que la formation de vaisseaux sanguins physiologiques se produisant au cours du développement, du cycle menstruel ou de la cicatrisation des plaies est un processus étroitement contrôlé qui cesse lorsque le besoin de nouveaux vaisseaux sanguins est satisfait, l'angiogenèse tumorale est dérégulée en raison de la persistance de facteurs pro-angiogéniques dans le microenvironnement tumoral. Une circulation efficace dépend d’une division ordonnée de l’arbre vasculaire en artères, artérioles, capillaires, veinules et veines. Cependant, en présence d'une signalisation proangiogénique constante dans la tumeur, les réseaux vasculaires nouvellement formés peuvent ne pas parvenir à mûrir et à s'élaguer, la division en artérioles, capillaires et veinules peut faire défaut, la taille des vaisseaux peut être nettement hétérogène et le flux sanguin à travers les vaisseaux mal organisés et mal formés peuvent être chaotiques,. Cela peut entraîner un flux sanguin inégal dans le parenchyme tumoral, entraînant des zones d'hypoxie tissulaire persistante ou intermittente,.
Les jonctions endothéliales sont souvent perturbées dans les vaisseaux tumoraux, entraînant une augmentation de la perméabilité et une augmentation de la pression du liquide interstitiel. Cela peut à son tour réduire l'efficacité du traitement du cancer, car la compression des vaisseaux tumoraux et une mauvaise perfusion vasculaire entravent l'administration du médicament. Les péricytes sont généralement partiellement détachés des cellules endothéliales dans les vaisseaux tumoraux et la membrane basale est inégalement répartie, entraînant une fragilité vasculaire accrue et des risques d'hémorragie,,. Les défauts de la fonction et de l'intégrité vasculaires modifient profondément le microenvironnement tumoral. Cependant, l’étendue des anomalies structurelles et fonctionnelles observées dans les vaisseaux tumoraux varie considérablement en fonction du type de tumeur et de sa localisation anatomique, ainsi qu’au sein d’une même tumeur en fonction du microenvironnement tumoral.
Outre les défauts structurels et fonctionnels observés dans le système vasculaire tumoral, les vaisseaux sanguins tumoraux sont moléculairement distincts des vaisseaux normaux car ils répondent aux signaux environnementaux par la régulation transcriptionnelle de l'expression des gènes,,,,,. Les signatures transcriptionnelles des cellules endothéliales tumorales peuvent varier en fonction de la localisation anatomique, du type de tumeur et du grade de malignité.

## Molécules clés et les chemins de signalisation dans l'angiogenèse tumorale

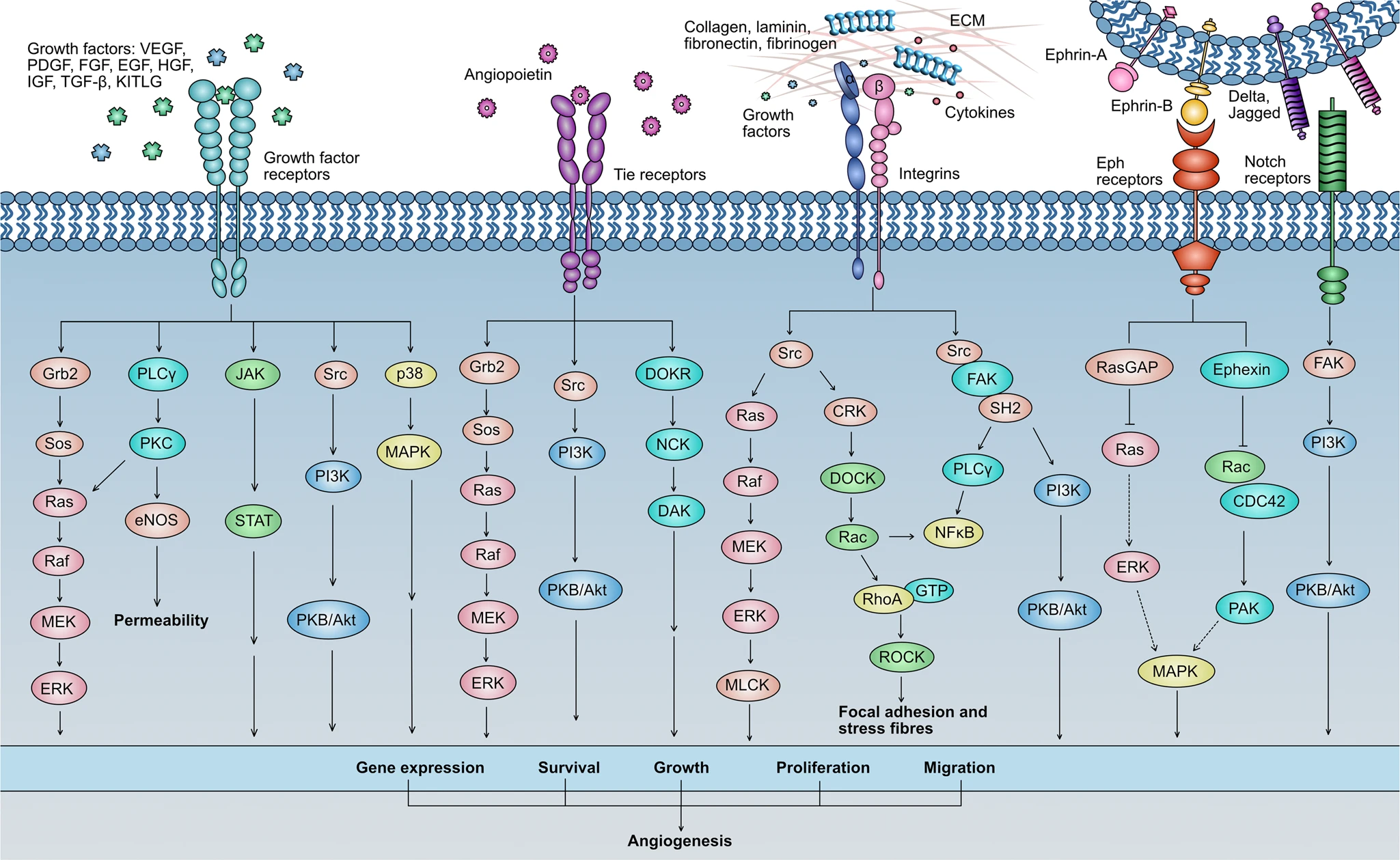
Diagramme schématique montrant l'implication et les interactions de plusieurs voies de signalisation au cours de l'angiogenèse tumorale. Les flèches pointues indiquent l'activation tandis que les flèches plates indiquent l'inhibition

### Facteurs de croissance et leur récepteurs

#### Facteur de croissance de l’endothélium vasculaire
La famille des facteurs de croissance de l’endothélium vasculaire comprend cinq protéines, les facteurs de croissance de l’endothélium vasculaire A, B, C, D et le facteur de croissance placentaire. Le facteur de croissance de l’endothélium vasculaire, initialement identifié comme facteur de perméabilité vasculaire, est l'un des inducteurs les plus puissants de l'angiogenèse. Dans le cancer, le facteur de croissance de l’endothélium vasculaire est produit et sécrété par les cellules tumorales et le stroma environnant et est associé à la progression tumorale, à l'augmentation de la densité vasculaire, au caractère invasif, aux métastases et à la récidive tumorale.
Le facteur de croissance de l’endothélium vasculaire est stimulé pendant l' hypoxie tissulaire et orchestre la formation de vaisseaux sanguins principalement via l'activation du récepteur du facteur de croissance de l’endothélium vasculaire 2 exprimé par les cellules endothéliales. L'activation récepteur du facteur de croissance de l’endothélium vasculaire 2 initie plusieurs voies de signalisation conduisant à des réponses endothéliales spécifiques telles que la survie cellulaire, la prolifération, la migration, l'invasion, la perméabilité vasculaire et l'inflammation vasculaire. Une coordination étroite de ces processus cellulaires est cruciale pour l’établissement réussi de nouveaux vaisseaux. Au cours de l'angiogenèse tumorale, le facteur de croissance de l’endothélium vasculaire sécrété par les cellules tumorales induit la prolifération et la survie des cellules endothéliales principalement via la voie de signalisation ERK et la voie de signalisation PI3K/AKT. La migration des cellules endothéliales en aval du facteur de croissance de l’endothélium vasculaire 2 est implique souvent la stimulation de la phosphoinositide 3-kinase et l'activation des Rho GTPases. L'invasion cellulaire médiée par le facteur de croissance de l’endothélium vasculaire est favorisée par l'expression de métalloprotéinase matricielle (MMP-2, MMP-9) et l'activateur de l'urokinase qui dégradent la membrane basale vasculaire et la matrice extracellulaire permettant la migration de cellules endothéliales et la formation de pousses capillaires,.
La perméabilité vasculaire est cruciale pour l'homéostasie tissulaire normale et est considérée comme une condition préalable à l'angiogenèse induite par le facteur de croissance de l’endothélium vasculaire. Le facteur de croissance de l’endothélium vasculaire induit la perméabilité vasculaire par plusieurs mécanismes, notamment le remodelage jonctionnel, l'induction de fenêtres et les organites vésiculo-vasculaires. Dans des conditions pathologiques telles que le cancer, la dérégulation de ces mécanismes conduit à une hyperperméabilité vasculaire qui à son tour peut exercer des effets directs sur le microenvironnement tumoral, notamment une augmentation de la pression interstitielle et une altération de l'administration thérapeutique. Le système vasculaire qui fuit peut faciliter la fuite des cellules tumorales dans la circulation sanguine, favorisant l'établissement de métastases à distance.
La perméabilité vasculaire est étroitement liée à l’inflammation vasculaire. Bien que le facteur de croissance de l’endothélium vasculaire ne soit pas une cytokine inflammatoire, le facteur de croissance de l’endothélium vasculaire peut induire l'activation du facteur de transcription NFAT dans les cellules endothéliales favorisant un modèle d'expression génique inflammatoire similaire à celui de l'interleukine 1β. De plus, l'activation de facteur nucléaire kB médiée par le facteur de croissance de l’endothélium vasculaire peut induire une réponse de type inflammatoire, favorisant l'attraction des neutrophiles pouvant contribuer au processus angiogénique.

#### Facteur de croissance des fibroblastes
La famille du facteur de croissance des fibroblastes de mammifère comprend 22 molécules, dont 18 interagissent avec une forte affinité avec les récepteurs tyrosine kinase FGFR1, FGFR2, FGFR3 et FGFR4. Les facteurs de croissance des fibroblastes sont des glycoprotéines sécrétées qui sont séquestrées dans la matrice extracellulaire. Pour agir, les facteurs de croissance des fibroblastes sont libérés de la matrice extracellulaire par des héparinases, des protéases ou des protéines de liaison spécifiques au facteur de croissance des fibroblastes, et les facteurs de croissance des fibroblastes libérés se lient ensuite aux protéoglycanes de sulfate d'héparane de la surface cellulaire, stabilisant ainsi l'interaction facteur de croissance des fibroblastes et son récepteur.
L'interaction facteur de croissance des fibroblastes et son récepteur régule un large spectre de fonctions biologiques et peuvent impliquer à la fois les cellules tumorales et le stroma environnant. Ces effets incluent la prolifération cellulaire, la résistance à la mort cellulaire, une motilité accrue et un caractère invasif, une augmentation des métastases ainsi qu'une angiogenèse accrue. Le facteur de croissance des fibroblastes 2, également connu sous le nom de facteur de croissance des fibroblastes basique, est le médiateur pro-angiogénique le plus caractérisé dans les conditions physiologiques ainsi que lors de la progression tumorale,. Le facteur de croissance des fibroblastes 2 exerce ses effets sur les cellules endothéliales via une signalisation paracrine après avoir été libéré par les cellules tumorales et stromales ou mobilisé à partir de la matrice extracellulaire. Le facteur de croissance des fibroblastes 2 peut favoriser l'angiogenèse en agissant conjointement avec le facteur de croissance de l’endothélium vasculaire, en induisant la sécrétion de métalloprotéinase matricielle, activateur du plasminogène et collagénase responsable de la dégradation et de l'organisation de la matrice extracellulaire. Une étude récente a identifié la signalisation du facteur de croissance des fibroblastes comme un régulateur clé du développement vasculaire sanguin et lymphatique en modulant le métabolisme endothélial piloté par la glycolyse dépendante de la protéine MYC, qui est cruciale pour la germination, la migration et la prolifération des cellules endothéliales.
Dans les tumeurs, l'expression du facteur de croissance des fibroblastes a été associée à une résistance au traitement anti-angiogénique. En effet, il a été proposé que l’activation de la voie de signalisation proangiogénique du facteur de croissance des fibroblastes soit un mécanisme utilisé par les cellules tumorales pour échapper aux thérapies ciblées sur le facteur de croissance de l’endothélium vasculaire. Une étude réalisée sur un modèle murin de cancer du sein montre que l'inhibition du récepteur facteur de croissance des fibroblastes entraîne une diminution de la densité vasculaire et une restauration de la sensibilité tumorale au traitement anti-facteur de croissance de l’endothélium vasculaire.

#### Facteur de croissance dérivé des plaquettes
La famille des facteurs de croissance dérivé des plaquettes (PDGF) comprend quatre facteurs de croissance polypeptidiques liant l'héparine notés A, B, C et D. Les facteurs de croissance dérivé des plaquettes est sécrété par les plaquettes activées, les cellules endothéliales, épithéliales, gliales ainsi que les cellules inflammatoires et cible un large spectre de types cellulaires, notamment : fibroblastes, péricytes, cellules musculaires lisses, cellules gliales ou cellules mésangiales. Le facteur de croissance dérivé des plaquettes émet un signal via deux récepteurs de tyrosine kinase à la surface des cellules, PDGFRα et PDGFRβ, et régule de nombreuses fonctions biologiques, notamment l'angiogenèse, en favorisant la maturation des vaisseaux et le recrutement des péricytes et en induisant une régulation positive du facteur de croissance de l’endothélium vasculaire. Tous les membres de la famille des facteurs de croissance dérivé des plaquettes présentent une puissante activité angiogénique in vivo, cependant, l'axe PDGF-B/PDGFRβ est le plus caractérisé. L'importance du facteur de croissance dérivé des plaquettes dans le fonctionnement des vaisseaux a été démontrée par la létalité de souris dépourvues de facteur de croissance dérivé des plaquettes B et de son récepteur, présentant des fuites vasculaires et des micro-hémorragies.
Le facteur de croissance dérivé des plaquettes et ses récepteurs sont impliqués dans le développement et la progression du cancer par la stimulation autocrine de la croissance des cellules tumorales et la stimulation paracrine des cellules stromales induisant une angiogenèse associée à la tumeur. Dans un modèle expérimental de gliome, le facteur de croissance dérivé des plaquettes B a amélioré l'angiogenèse en stimulant l'expression du facteur de croissance de l’endothélium vasculaire dans les cellules endothéliales associées à la tumeur et en recrutant des péricytes dans les vaisseaux nouvellement formés.

### Facteurs de transcription

#### Facteur nucléaire κB
Découvert en 1986, le facteur nucléaire κB est un facteur de transcription important dans le corps humain et est impliqué dans la survie cellulaire, les dommages oxydatifs, l'inflammation, les réponses immunitaires et l'angiogenèse ,. En tant que médiateur indirect, le facteur nucléaire κB régule le développement de divers carcinomes (tels que le cancer colo-rectal, le cancer du sein et le mélanome) en modulant les niveaux d'expression de facteurs angiogéniques, en particulier le facteur de croissance de l’endothélium vasculaire . Le blocage des signaux NF-κB in vitro et in vivo a diminué de manière significative l'angiogenèse tumorale induite par le facteur de croissance de l’endothélium vasculaire, l'interleukine 8 et métalloprotéase matricielle 9. Le ciblage de facteur nucléaire κB pourrait constituer une stratégie prospective d’anti-angiogenèse .

#### Facteur induit par l'hypoxie

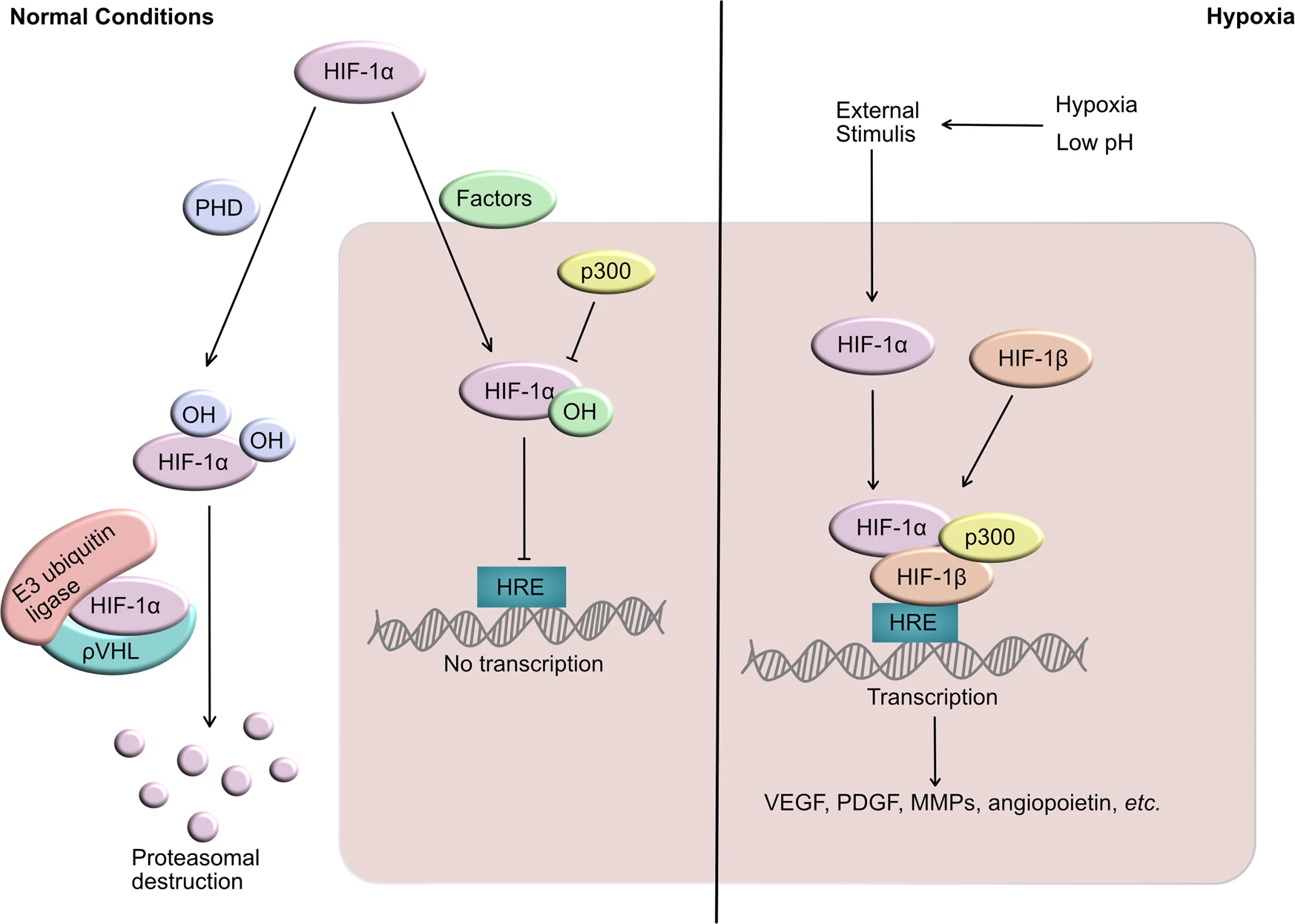
La transduction du facteur induit par l'hypoxie 1α en conditions normales et hypoxiques. Dans des conditions normales, le facteur est dégradé par la protéase et perd sa fonction de transcription. Dans un environnement hypoxique, l'absence de dégradation enzymatique conduit à une transcription efficace entraînant une surexpression de facteurs pro-angiogéniques, notamment le facteur de croissance de l'endothèlium vasculaire, le facteur de croissance dérivé des plaquettes et les métalloprotéinases matricielles.

L'hypoxie est la caractéristique la plus typique du microenvironnement tumoral et est toujours associée à la résistance aux médicaments, à l'angiogenèse tumorale, à l'agressivité et au risque de récidive . Le facteur induit par l'hypoxie 1 (HIF-1) est un facteur de transcription hétérodimérique qui régule l'adaptation cellulaire à l'hypoxie, le métabolisme énergétique, l'érythropoïèse et l'équilibre de la perfusion tissulaire et implique la survie cellulaire, la prolifération, la migration, l'adhésion, l'apoptose et le métabolisme du glucose ,.Le facteur induit par l'hypoxie 1 est composé de la protéine nucléaire constitutive facteur induit par l'hypoxie-1β et de l'isomère dépendant de l'environnement facteur induit par l'hypoxie-1α qui augmente l'apport d'oxygène et réduit la consommation d'oxygène maintenant l'équilibre en oxygène ,.
Les effets défavorables du microenvironnement hypoxique dans le tissu tumoral sont principalement réalisés par le facteur induit par l'hypoxie 1α, qui induit l’expression de gènes prooncogènes pour perturber « l’homéostasie » du microenvironnement tumoral. Dans la progression tumorale, l'expression de gènes apparentés de toutes les isoformes du facteur de croissance de l’endothélium vasculaire, facteur de croissance des fibroblastes, le facteur de croissance dérivé des plaquettes et l'angiopoïétine 1, peuvent être stimulés par le facteur induit par l'hypoxie 1α pour favoriser l'angiogenèse tumorale ou induire une résistance aux médicaments. Le facteur induit par l'hypoxie 1α régule également positivement le facteur de croissance transformant beta et  la chimikine CXCL2 sécrétés par les cellules tumorales et les macrophages, ce qui provoque la reconstruction de la matrice extracellulaire et stimule l'invasion et les métastases des tumeurs induites par les fibroblastes associés aux tumeurs ,.
Divers modèles des expériences et des essais cliniques ont démontré que la surexpression du facteur induit par l'hypoxie 1α est significativement liée à la progression du cancer du sein , du cancer du col de l'utérus , du cancer du poumon , et du cancer du foie , en particulier de certains cancers métastatiques avancés .
L'arrêt du cycle cellulaire  et l'angiogenèse compensatoire initiés par l'hypoxie sont parmi les principales causes de résistance aux médicaments dans la chimiothérapie et le traitement anti-angiogénique ,. Le facteur induit par l'hypoxie est une cible cruciale pour le traitement antitumoral. Des progrès ont été réalisés dans le développement de nouveaux inhibiteurs  ciblant le facteur induit par l'hypoxie-1α.

### Molécules de maturation, morphogéniques et de guidage

#### Angiopoïétine
Les angiopoïétines sont des facteurs de croissance qui régulent le développement, l’entretien et le remodelage des vaisseaux sanguins et jouent un rôle clé dans le contrôle de la croissance tumorale et de l’angiogenèse. La famille des angiopoïétines humaines comprend l'angiopoïétine 1 (ANGPT-1), l'angiopoïétine 2 (ANGPT-2) et l'angiopoïétine 4 (ANGPT-4) ,. La signalisation des angiopoïétines est médiée par les récepteurs endothéliaux tyrosines-kinases TIE-1 et TIE2, TIE-2 (pour l'anglais tyrosine kinase with immunoglobulin and EGF homology domains) étant le mieux caractérisé (146).
L'angiopoïétine 1 et l'angiopoïétine 2 se lient tous deux à TIE-2, mais suscitent des réponses très différentes. L'angiopoïétine 1 favorise la maturation et la stabilisation des vaisseaux nouvellement formés via la voie Akt/survivine. En revanche, l'angiopoïétine 2 induisait une déstabilisation des vaisseaux, un détachement des péricytes, une germination des vaisseaux et une angiogenèse . Une expression accrue de l'angiopoïétine 2 a été observée dans les cellules endothéliales activées lors d'une inflammation et dans les vaisseaux associés aux tumeurs de plusieurs cancers humains en réponse à l'hypoxie et au facteur de croissance de l’endothélium vasculaire .
La stimulation de l'angiopoïétine 2 dans le glioblastome a été associée à une efficacité réduite du traitement anti-facteur de croissance de l’endothélium vasculaire et à une résistance accrue au traitement . Des études précliniques ont démontré des effets bénéfiques sur l'inhibition de la progression tumorale par la double inhibition de l'angiopoïétine 2 et du récepteur du facteur de croissance de l’endothélium vasculaire 2. En effet, l'inhibition simultanée de l'angiopoïétine 2 et du récepteur du facteur de croissance de l’endothélium vasculaire 2 altère la croissance tumorale, prolonge la normalisation des vaisseaux et bloque le recrutement des macrophages, améliorant ainsi la survie des souris porteuses de gliomes . Le cociblage de l'angiopoïétine 2 et du récepteur du facteur de croissance de l’endothélium vasculaire 2 est également efficace dans d’autres modèles de tumeurs murines, notamment le cancer du sein précoce, le cancer colorectal et rénal.

#### Protéines interagissant avec le récepteur de la famille EPH
Les récepteurs EPH ( erythropoietin-producing human hepatocellular receptors) appartiennent à la superfamille des récepteurs à activité tyrosine-kinase et comprennent 14 membres de protéines transmembranaires humaines de type 1. Les récepteurs EPH sont divisées en deux sous-groupes, EPHA et EPHB, en fonction de leurs homologies de séquence et de leur capacité à se lier à leurs ligands, les éphrines. Le sous-groupe EPHA comprend neuf membres (EPHA1-A8 et A10) et le sous-groupe EPHB cinq membres (EPHB1-B4, B6). Contrairement aux autres tyrosines-kinases dont les ligands sont des protéines solubles, les ligands du récepteurs EPH sont associés à la membrane plasmique des cellules et sont classés en deux sous-classes en fonction du type de liaison membranaire. Les éphrines A comprennent six membres (A1 – A6) et sont attachées à la membrane par un domaine glycosylphosphatidyl-inositol (GPI). Les éphrines B sont des protéines transmembranaires à passage unique de type 1 (single-pass membrane protein) et cette sous-classe comprend trois membres (B1 – B3) .
Une caractéristique unique des récepteurs EPH et de leurs ligands ancrés dans la membrane est leur capacité à assurer la médiation de signaux bidirectionnels (signal direct et inverse) entre des cellules adjacentes. Le « signal direct » se produit lorsque le signal EPH/éphrine est transduit dans la cellule de liaison au récepteur et le « signal inverse » lorsque l'interaction ligand-récepteur conduit à la transduction dans la cellule.
Les éphrines et les récepteurs EPH sont impliqués dans plusieurs processus qui se produisent au cours de l'embryogenèse, notamment le développement vasculaire, la formation des bordures tissulaires, la migration cellulaire et le développement des axones. Cependant, un rôle important du système EPH/éphrine a également été découvert dans des conditions pathologiques telles que le cancer. De nombreuses éphrines et récepteurs EPH sont régulés positivement dans les tumeurs humaines telles que le sein, le côlon, le foie, le cerveau, la prostate et le mélanome et sont souvent associés à la progression tumorale et aux métastases ,. D'un autre côté, la diminution de l'activité des récepteurs EPH peut également entraîner une augmentation des métastases, comme le montre EPHA1 dans le cancer colorectal, EPHA7 dans les carcinomes de la prostate et EPHB6 dans le mélanome ,.
Plusieurs études associent directement le système EPH/éphrines à l'angiogenèse tumorale. Le blocage de la signalisation des récepteurs EPHA à l’aide de récepteurs EPHA solubles diminuait la densité vasculaire tumorale, le volume tumoral et la prolifération cellulaire ,. La signalisation EPHB4-éphrine-B2 était également associée à une augmentation de l'angiogenèse et de la progression tumorale  ainsi qu'à une résistance au traitement anti-angiogénique . Ephrine-B2 est un régulateur de l’invasion périvasculaire et de la prolifération des cellules souches du glioblastome .
Il existe un lien entre les éphrines et la signalisation du facteur de croissance de l’endothélium vasculaire. L'éphrine-B2 est capable de contrôler la signalisation du facteur de croissance de l’endothélium vasculaire en induisant l'internalisation de VEGFR2 et VEGFR3, régulant ainsi l'angiogenèse et la lymphangiogenèse dans des conditions physiologiques ainsi que pendant la progression tumorale ,.

#### Voie de signalisation de l'apeline
L'apeline est un peptide-ligand endogène du récepteur couplé aux protéines G . La voie de signalisation Apeline /Récepteur est impliquée dans l'angiogenèse développementale et l'apeline régule la configuration vasculaire dans l'embryon ,.
La voie Apeline /Récepteur est régulée positivement dans les cellules malignes de nombreux types de tumeurs ,, ainsi que dans les cellules endothéliales tumorales , et des taux élevés d'apeline sont associés à la progression de la maladie et à de mauvais résultats cliniques ,. L'expression de l'apeline dans les tumeurs est régulée par l'hypoxie . L'apeline stimule directement la prolifération des cellules tumorales , la migration des cellules tumorales et les métastases . L'apeline stimule également la néoangiogenèse et la prolifération microvasculaire au sein de la tumeur, conduisant à une croissance tumorale accrue .

Le résultat clinique du ciblage de la voie Apeline /Récepteur pour le traitement du cancer dépend du type de tumeur. Dans les modèles de cancer du poumon et du sein, le ciblage d'apeline a empêché la résistance associée au traitement anti-angiogénique en réduisant la croissance tumorale, les métastases et en améliorant la fonction vasculaire . Dans les modèles de gliome, le ciblage d’apéline a favorisé le caractère invasif des cellules tumorales positives pour le récepteur de l'apeline. Cependant, le ciblage combiné du  récepteur du facteur de croissance de l’endothélium vasculaire et d’apeline a amélioré la survie des souris porteuses de gliomes .

### Molécules d'adhésion

#### Intégrines
Les intégrines sont des facteurs d'adhésion majeurs dans la matrice extracellulaire, qui participent à divers processus cellulaires dans le corps humain en régulant la transduction de signalisation entre les cellules et de ces cellules avec la matrice environnante ,. Contrairement aux récepteurs à activité tyrosine-kinase, les intégrines reposent sur des complexes d'adhésion locale pour activer les voies de signalisation cellulaire. Sous la médiation de ligands solubles, de matrice extracellulaire ou de ligands liés à la surface cellulaire, notamment des facteurs de croissance, des peptidases, des cytokines, des constituants structurels de la matrice extracellulaire (comme le collagène et la fibronectine), des protéines plasmatiques, des agents pathogènes microbiens ou des récepteurs des cellules immunitaires, l'intégrine joue un rôle central dans l'homéostasie cellulaire, l'immunité, l'inflammation, l'infection, la thrombose, la lymphangiogenèse, l'angiogenèse et la tumorigenèse au sein de l'environnement interne complexe de l'homme .

## Traitement antiangiogènique

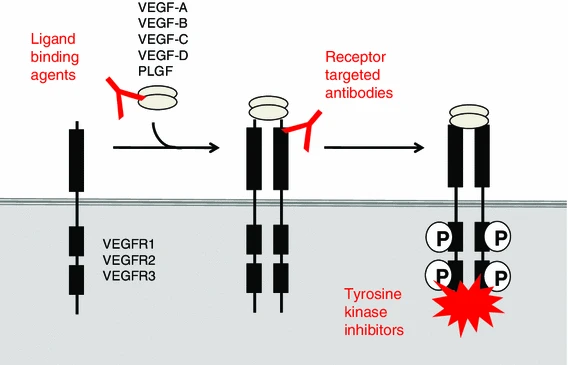
Diagramme très simplifié des traitements antiangiogènique. Le système de signalisation du facteur de croissance de l'endothélium vasculaire est complexe et se compose de cinq ligands apparentés, VEGF-A, VEGF-B, VEGF-C, VEGF-D et PLGF, qui se lient avec des spécificités différentes à trois récepteurs tyrosine kinases, VEGFR1, VEGFR2 et VEGFR3. Trois principales classes d'agents la signalisation : (a) les agents de liaison aux ligands qui bloquent la liaison des ligands du VEGF aux récepteurs (par exemple le bevacizumab qui se lie au VEGF-A seul et l'aflibercept qui se lie au VEGF-A seul). au VEGF-A, VEGF-B et PLGF), (b) des anticorps qui bloquent la signalisation via les récepteurs du VEGF (par exemple le ramucirumab qui se lie au VEGFR2) et (c) des inhibiteurs de tyrosine kinase qui bloquent l'activité kinase de VEGFR1, VEGFR2 et VEGFR3 (par ex. sorafénib, sunitinib, pazopanib).

Le concept de ciblage de l'angiogenèse comme moyen d'affamer les tumeurs a été introduit par Judah Folkman. Depuis lors, plusieurs thérapies antiangiogéniques, ciblant principalement la voie de signalisation du facteur de croissance de l’endothélium vasculaire, ont été développées et approuvées pour le traitement de diverses tumeurs. Malgré les résultats prometteurs montrés par les études précliniques, les monothérapies anti-facteur de croissance de l’endothélium vasculaire telles que le bevacizumab, le sunitinib et l'aflibercept, entre autres, n'ont apporté que des bénéfices limités dans certains types de tumeurs, notamment le carcinome rénal à un stade avancé, le carcinome hépatocellulaire et le carcinome colorectal, et n'ont pas montré d'efficacité. dans l'adénocarcinome pancréatique, le cancer de la prostate, le cancer du sein ou le mélanome . Les données obtenues par l'essai AVANT sur l'adjuvant bevacizumab dans le cancer colorectal montrent une incidence plus élevée de rechutes et de décès chez les patients traités par bevacizumab en raison de la progression de la maladie suggérant une agressivité tumorale accrue après un traitement anti-angiogénique . Ceci est cohérent avec les études sur des modèles expérimentaux de cancer, qui corrèlent le traitement anti-angiogénique avec un caractère invasif accru de la tumeur locale et la formation de métastases à distance ,,,. Dans le gliome, de nombreuses études cliniques montrent collectivement que le traitement anti-angiogénique peut prolonger la survie sans progression mais ne parvient pas à améliorer la survie globale . Le succès limité du traitement anti-angiogénique dans le gliome est probablement dû, au moins en partie, à une fuite du traitement par des cellules tumorales invasives cooptant le système vasculaire du tissu cérébral environnant. Plusieurs mécanismes moléculaires ont été identifiés pouvant expliquer la résistance et l'invasion accrue après un traitement anti-angiogénique dans le gliome, notamment la transition mésenchymateuse des cellules tumorales, la régulation positive des facteurs pro-angiogéniques, l'activation du microenvironnement tumorale et la régulation positive des métalloprotéases matricielles ,,,. Les effets favorisant les métastases ont principalement été obtenus à partir de modèles expérimentaux et les preuves claires issues des études cliniques font encore défaut. Les raisons de l’efficacité insuffisante incluent les mécanismes de résistance du stroma et des cellules tumorales .

### Traitements antiangiogèniques approuvés par la Food and Drug Administration
| Médicament (DCI)                                     | Molécule cible                                                                                   | Tumeur cible |
| ---------------------------------------------------- | ------------------------------------------------------------------------------------------------ | --- |
| Anticorps monoclonaux                                |                                                                                                  | |
| Bevacizumab                                          | Facteur de croissance de l'endothélium vasculaire-A                                              | Cancer colorectal, cancer bronchique non à petites cellules, cancer cervical, cancer ovarien, cancer du rein, glioblastome |
| Ramucirumab                                          | Récepteur 2 du facteur de croissance de l'endothélium vasculaire                                 | Cancer colorectal, cancer bronchique non à petites cellules, cancer du foie, cancer de l'estomac                           |
| Cetuximab                                            | Récepteur du facteur de croissance épidermique                                                   | |
| Panitumumab                                          | Récepteur du facteur de croissance épidermique                                                   | |
| Necitumumab                                          | Récepteur du facteur de croissance épidermique                                                   | |
| Trastuzumab                                          | Récepteur 2 du facteur de croissance épidermique                                                 | |
| Pertuzumab                                           | Récepteur 2 du facteur de croissance épidermique                                                 | |
| Inhibiteurs de la tyrosine-kinase                    |                                                                                                  | |
| Sorafenib                                            | Récepteur 1-2-3 du facteur de croissance de l'endothélium vasculaire                             | |
| Sunitinib                                            | Récepteur 1-2-3 du facteur de croissance de l'endothélium vasculaire                             | |
| Imatinib                                             |                                                                                                  | |
| Pazopanib                                            | Récepteur 1-2-3 du facteur de croissance de l'endothélium vasculaire                             | |
| Gefitinib                                            | Récepteur du facteur de croissance épidermique                                                   | |
| Erlotinib                                            | Récepteur du facteur de croissance épidermique                                                   | |
| Vandétanib                                           |                                                                                                  | |
| Regorafinib                                          |                                                                                                  | |
| Neratinib                                            | Récepteur du facteur de croissance épidermique, Récepteur 2 du facteur de croissance épidermique | |
| Lapatinib                                            | Récepteur du facteur de croissance épidermique, Récepteur 2 du facteur de croissance épidermique | |
| Afatinib                                             | Récepteur du facteur de croissance épidermique, Récepteur 2 du facteur de croissance épidermique | |
| Axitinib                                             | Récepteur 1-2-3 du facteur de croissance de l'endothélium vasculaire                             | |
| Cabozantinib                                         |                                                                                                  | |
| Lenvatinib                                           | Récepteur 1-2-3 du facteur de croissance de l'endothélium vasculaire                             | |
| Protéines de fusion de récepteurs                    |                                                                                                  | |
| Ziv-aflibercept                                      |                                                                                                  | |
| Modulateur de l'immunité avec effet antiangiogènique |                                                                                                  | |
| Thalidomide                                          |                                                                                                  | Myélome multiple |
| Lenalidomide                                         |                                                                                                  | Myélome multiple |
| Inhibiteur mTOR avec effet antiangiogènique          |                                                                                                  | |
| Everolimus                                           | mTOR                                                                                             | |

### Mécanismes de résistance aux traitements anti-angiogéniques

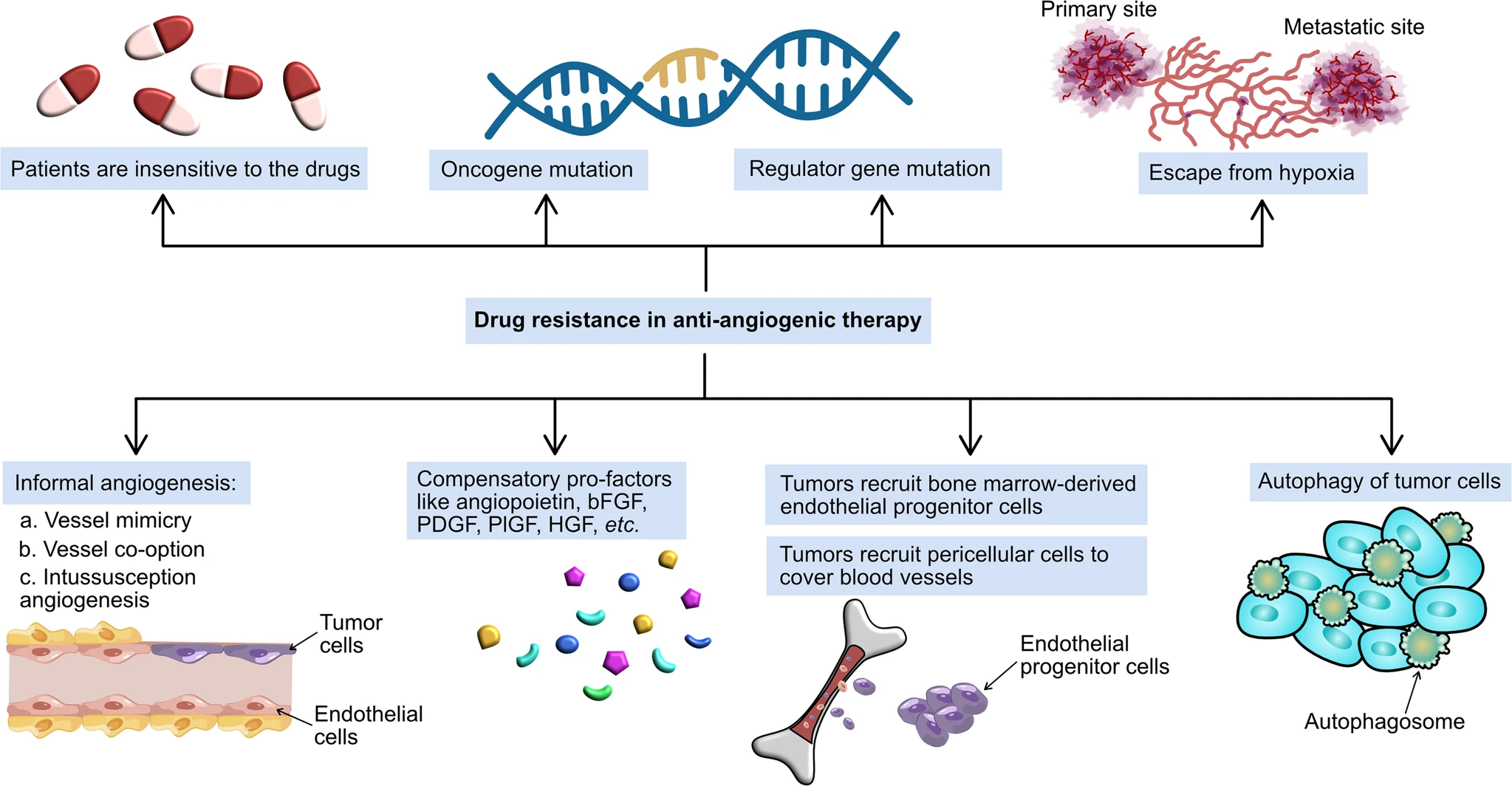
Mécanismes de résistance aux traitements anti-angiogéniques. Certains patients ne répondent pas nativement au traitement anti-angiogénique, tandis que d'autres patients acquièrent une résistance adaptative. Les mécanismes d' une résistance acquise aux traitements comprennent : une action compensatoire d'autres facteurs pro-angiogéniques au sein de la tumeur ; recrutement de cellules progénitrices endothéliales dérivées de la moelle osseuse pour faciliter la néovascularisation ; une couverture accrue des péricytes protègeant les vaisseaux sanguins de la tumeur ; l'autophagie aide les cellules tumorales à se développer dans un environnement hypoxique ; le caractère invasif accru de la tumeur favorise les métastases à distance et l'invasion des cellules tumorales par la circulation sanguine et lymphatique. De plus, les mutations génétiques, le mimétisme des vaisseaux, la cooptation des vaisseaux et l'angiogenèse par invagination contribuent également à la résistance aux médicaments.

La résistance au traitement anti-angiogénique est un problème important qui explique probablement la réponse variable selon les différents types de tumeurs et les bénéfices limités en termes de survie globale. La résistance peut être classée en résistance intrinsèque, observée dès le début du traitement, et en résistance acquise, observée après une première réponse positive au traitement . Plusieurs mécanismes ont été proposés pour la résistance aux traitements anti-angiogéniques, notamment les effets directs de l'hypoxie tels que l'induction d'une invasion tumorale et de métastases, la cooptation de vaisseaux normaux dans les tissus environnants, le mimétisme vasculaire ainsi que la contribution des cellules stromales, notamment le recrutement de macrophage associé aux tumeurs, de cellule progénitrice endothéliale et cellules myéloïdes pro-angiogéniques ainsi que la régulation positive de facteurs pro-angiogéniques ,.
Le traitement anti-angiogénique peut favoriser l'invasion tumorale et les métastases dans les modèles de cancer précliniques, qui pourraient être déclenchées par une hypoxie accrue due à l'épuisement des vaisseaux. En effet, la transcription des gènes régulés par le facteur induit par l'hypoxie contrôle différentes étapes de l'invasion tumorale et des métastases, notamment l'activation de la signalisation du micro-environnement tumoral, le recrutement de cellules stromales, le mimétisme vasculaire et la cooptation des vaisseaux . La cooptation vasculaire est définie comme un processus non angiogénique par lequel les cellules tumorales utilisent directement le système vasculaire préexistant du tissu non malin comme apport d'oxygène et de nutriments, entraînant une résistance au traitement anti-angiogénique. La première preuve de la cooptation des vaisseaux en tant que mécanisme de résistance acquise au traitement anti-angiogénique a été démontrée par une étude sur un modèle murin de carcinome hépatocellulaire étudiant la réponse au traitement par le sorafénib . En plus de la cooptation des vaisseaux, les cellules tumorales peuvent développer un mimétisme vasculaire comme système de transport sanguin alternatif pour contrecarrer le manque d'oxygène et de nutriments lors d'un traitement anti-angiogénique. En effet, des études précliniques menées sur un modèle de carcinome rénal ont rapporté que le sunitinib, inhibiteur du récepteur 2 du facteur de croissance de l’endothélium vasculaire, augmente le mimétisme vasculaire sous hypoxie en transformant les cellules tumorales en cellules de type endothélial, entraînant une résistance tumorale .

## Sources
- La plus grande partie de cet article est une traduction incompléte de Lugano, R., Ramachandran, M. & Dimberg, A. Tumor angiogenesis: causes, consequences, challenges and opportunities. Cell. Mol. Life Sci. 77, 1745–1770 (2020). https://doi.org/10.1007/s00018-019-03351-7 publié sous licence Creative Commons Attribution 4.0 International
- Liu, ZL., Chen, HH., Zheng, LL. et al. Angiogenic signaling pathways and anti-angiogenic therapy for cancer. Sig Transduct Target Ther 8, 198 (2023). https://doi.org/10.1038/s41392-023-01460-1 sous licence Creative Commons Attribution 4.0 International
- Vasudev, N.S., Reynolds, A.R. Anti-angiogenic therapy for cancer: current progress, unresolved questions and future directions. Angiogenesis 17, 471–494 (2014). https://doi.org/10.1007/s10456-014-9420-y publié sous licence Creative Commons Attribution 4.0 International